# 鄂煥
| 姓名       | 鄂煥 |
| 出身地     | -    |
| 職官       | 将   |
| 主君       | 高定 |
| 家族・一族 | -    |

鄂 煥（がく かん）は、中国の通俗歴史小説『三国志演義』に登場する架空の武将。
蜀漢に対して反乱した越巂太守高定の部将。身の丈9尺、容貌醜怪、方天戟を使う万夫不当の剛の者とされる。反乱鎮圧のため侵攻してきた諸葛亮を迎撃するため、高定に先鋒を命じられ迎撃するが、魏延・王平・張翼に包囲されて生け捕りにされてしまう。
諸葛亮が離間の計により解放すると、以後の鄂煥は蜀漢の力量を恐れ、また、諸葛亮への恩義から、高定にも帰順を薦めるようになる。最後は雍闓・朱褒を斬り、高定と共に蜀漢に帰順する。